# Легкий ланцюг міозину 6B
Легкий ланцюг міозину 6B (англ. Myosin light chain 6B) – білок, який кодується геном MYL6B, розташованим у людей на короткому плечі 12-ї хромосоми.  Довжина поліпептидного ланцюга білка становить 208 амінокислот, а молекулярна маса — 22 764.
| 10         |  | 20         |  | 30         |  | 40         |  | 50         |
| ---------- |  | ---------- |  | ---------- |  | ---------- |  | ---------- |
| MPPKKDVPVK |  | KPAGPSISKP |  | AAKPAAAGAP |  | PAKTKAEPAV |  | PQAPQKTQEP |
| PVDLSKVVIE |  | FNKDQLEEFK |  | EAFELFDRVG |  | DGKILYSQCG |  | DVMRALGQNP |
| TNAEVLKVLG |  | NPKSDELKSR |  | RVDFETFLPM |  | LQAVAKNRGQ |  | GTYEDYLEGF |
| RVFDKEGNGK |  | VMGAELRHVL |  | TTLGEKMTEE |  | EVETVLAGHE |  | DSNGCINYEA |
| FLKHILSV   |  |            |  |            |  |            |  |            |

A: Аланін

C: Цистеїн

D: Аспарагінова кислота

E: Глутамінова кислота

F: Фенілаланін

G: Гліцин

H: Гістидин

I: Ізолейцин

K: Лізин

L: Лейцин

M: Метіонін

N: Аспарагін

P: Пролін

Q: Глутамін

R: Аргінін

S: Серин

T: Треонін

V: Валін

Цей білок за функціями належить до білкових моторів, міозинів, м'язових білків. 